# Paryż-Nicea 2017
75. edycja wyścigu kolarskiego Paryż-Nicea odbyła się w dniach 5-12 marca 2017 roku. Trasa tego wyścigu liczyła osiem etapów, o łącznym dystansie 1 233,5 km. Wyścig był częścią UCI World Tour 2017.

## Lista startowa
Na starcie tego wyścigu stanęło 22 ekipy, osiemnaście drużyn jeżdżących w UCI World Tour 2017 i cztery zespoły zaproszone przez organizatorów z tzw. "dziką kartą".
| Numery  | Kod | Drużyna              |
| ------- | --- | -------------------- |
| 1-8     | BMC | BMC Racing Team      |
| 11-18   | TFS | Trek-Segafredo       |
| 21-28   | KAT | Team Katusha-Alpecin |
| 31-38   | TBM | Bahrain-Merida       |
| 41-48   | ORS | Orica-Scott          |
| 51-58   | LTS | Lotto Soudal         |
| 61-68   | QST | Quick-Step Floors    |
| 71-78   | ALM | Ag2r-La Mondiale     |
| 81-88   | MOV | Movistar Team        |
| 91-98   | TLJ | Team LottoNL-Jumbo   |
| 101-108 | SKY | Team Sky             |

| Numery  | Kod | Drużyna                      |
| ------- | --- | ---------------------------- |
| 111-118 | FDJ | FDJ                          |
| 121-128 | CDT | Cannondale-Drapac            |
| 131-138 | AST | Astana Pro Team              |
| 141-148 | COF | Cofidis                      |
| 151-158 | SUN | Team Sunweb                  |
| 161-168 | UAD | UAE Team Emirates            |
| 171-178 | DDD | Dimension Data               |
| 181-188 | BOH | Bora-Hansgrohe               |
| 191-198 | DEN | Direct Énergie               |
| 201-208 | FVC | Fortuneo-Vital Concept       |
| 211-218 | DMP | Delko-Marseille Provence KTM |

- Drużyna Lotto Soudal wystąpiła w tym wyścigu pod nazwą Lotto Fix ALL.

## Etapy
| Etap | Data     | Start – meta                                  | Typ         | Dystans (km) | Zwycięzca etapu    | Lider              |
| ---- | -------- | --------------------------------------------- | ----------- | ------------ | ------------------ | ------------------ |
| 1.   | 5 marca  | Bois-d'Arcy > Bois-d'Arcy                     | Płaski      | 148,5        | Arnaud Démare      | Arnaud Démare      |
| 2.   | 6 marca  | Rochefort-en-Yvelines > Amilly                | Płaski      | 195          | Sonny Colbrelli    | Arnaud Démare      |
| 3.   | 7 marca  | Chablis > Chalon-sur-Saône                    | Płaski      | 190          | Sam Bennett        | Arnaud Démare      |
| 4.   | 8 marca  | Beaujeu > Mont Brouilly                       | ITT         | 14,5         | Julian Alaphilippe | Julian Alaphilippe |
| 5.   | 9 marca  | Quincié-en-Beaujolais > Quincié-en-Beaujolais | Płaski      | 199,5        | André Greipel      | Julian Alaphilippe |
| 6.   | 10 marca | Aubagne > Fayence                             | Pagórkowaty | 193,5        | Simon Yates        | Julian Alaphilippe |
| 7.   | 11 marca | Nicea > Col de la Couillole                   | Górski      | 177          | Richie Porte       | Sergio Henao       |
| 8.   | 12 marca | Nicea                                         | Pagórkowaty | 115,5        | David de la Cruz   | Sergio Henao       |

### Etap 1 - 05.03: Bois-d'Arcy >  Bois-d'Arcy, 148,5 km
| #   | Zawodnik           | Zespół | Czas       |
| --- | ------------------ | ------ | ---------- |
| 1.  | Arnaud Démare      | FDJ    | 3h 22' 43" |
| 2.  | Julian Alaphilippe | QST    | + 0"       |
| 3.  | Alexander Kristoff | KAT    | + 9"       |
|     |                    |        |            |
| 74. | Michał Gołaś       | SKY    | + 16' 10"  |

| #   | Zawodnik           | Zespół | Czas       |
| --- | ------------------ | ------ | ---------- |
| 1.  | Arnaud Démare      | FDJ    | 3h 22' 33" |
| 2.  | Julian Alaphilippe | QST    | + 4"       |
| 3.  | Alexander Kristoff | KAT    | + 15"      |
|     |                    |        |            |
| 74. | Michał Gołaś       | SKY    | + 16' 20"  |

### Etap 2 - 06.03: Rochefort-en-Yvelines > Amilly, 195 km
| #   | Zawodnik        | Zespół | Czas       |
| --- | --------------- | ------ | ---------- |
| 1.  | Sonny Colbrelli | TBM    | 4h 20' 59" |
| 2.  | John Degenkolb  | TFS    | + 0"       |
| 3.  | Arnaud Démare   | FDJ    | + 0"       |
|     |                 |        |            |
| 57. | Michał Gołaś    | SKY    | + 13"      |

| #   | Zawodnik           | Zespół | Czas       |
| --- | ------------------ | ------ | ---------- |
| 1.  | Arnaud Démare      | FDJ    | 7h 43' 28" |
| 2.  | Julian Alaphilippe | QST    | + 6"       |
| 3.  | Philippe Gilbert   | QST    | + 17"      |
|     |                    |        |            |
| 68. | Michał Gołaś       | SKY    | + 16' 37"  |

### Etap 3 - 07.03: Chablis > Chalon-sur-Saône, 190 km
| #   | Zawodnik           | Zespół | Czas       |
| --- | ------------------ | ------ | ---------- |
| 1.  | Sam Bennett        | BOH    | 4h 31' 14" |
| 2.  | Alexander Kristoff | KAT    | + 0"       |
| 3.  | John Degenkolb     | TFS    | + 0"       |
|     |                    |        |            |
| 60. | Michał Gołaś       | SKY    | + 0"       |

| #   | Zawodnik           | Zespół | Czas        |
| --- | ------------------ | ------ | ----------- |
| 1.  | Arnaud Démare      | FDJ    | 12h 14' 42" |
| 2.  | Julian Alaphilippe | QST    | + 6"        |
| 3.  | Alexander Kristoff | KAT    | + 13"       |
|     |                    |        |             |
| 58. | Michał Gołaś       | SKY    | + 16' 37"   |

### Etap 4 - 08.03: Beaujeu > Mont Brouilly, 14,5 km
| #    | Zawodnik           | Zespół | Czas     |
| ---- | ------------------ | ------ | -------- |
| 1.   | Julian Alaphilippe | QST    | 21' 39"  |
| 2.   | Alberto Contador   | TFS    | + 19"    |
| 3.   | Tony Gallopin      | LTS    | + 20"    |
|      |                    |        |          |
| 147. | Michał Gołaś       | SKY    | + 3' 58" |

| #   | Zawodnik           | Zespół | Czas        |
| --- | ------------------ | ------ | ----------- |
| 1.  | Julian Alaphilippe | QST    | 12h 36' 27" |
| 2.  | Tony Gallopin      | LTS    | + 33"       |
| 3.  | Gorka Izagirre     | MOV    | + 47"       |
|     |                    |        |             |
| 70. | Michał Gołaś       | SKY    | + 20' 29"   |

### Etap 5 - 09.03: Quincié-en-Beaujolais > Quincié-en-Beaujolais, 199,5 km
| #  | Zawodnik          | Zespół | Czas       |
| -- | ----------------- | ------ | ---------- |
| 1. | André Greipel     | LTS    | 4h 43' 35" |
| 2. | Arnaud Démare     | FDJ    | + 0"       |
| 3. | Dylan Groenewegen | TLJ    | + 0"       |
|    |                   |        |            |
| 97 | Michał Gołaś      | SKY    | + 0"       |

| #   | Zawodnik           | Zespół | Czas        |
| --- | ------------------ | ------ | ----------- |
| 1.  | Julian Alaphilippe | QST    | 17h 20' 02" |
| 2.  | Tony Gallopin      | LTS    | + 33"       |
| 3.  | Gorka Izagirre     | MOV    | + 47"       |
|     |                    |        |             |
| 67. | Michał Gołaś       | SKY    | + 20' 29"   |

### Etap 6 - 10.03: Aubagne > Fayence, 193,5  km
| #    | Zawodnik     | Zespół | Czas       |
| ---- | ------------ | ------ | ---------- |
| 1.   | Simon Yates  | ORS    | 4h 37' 51" |
| 2.   | Sergio Henao | SKY    | + 17"      |
| 3.   | Richie Porte | BMC    | + 26"      |
|      |              |        |            |
| 132. | Michał Gołaś | SKY    | + 23' 28"  |

| #   | Zawodnik           | Zespół | Czas        |
| --- | ------------------ | ------ | ----------- |
| 1.  | Julian Alaphilippe | QST    | 17h 20' 02" |
| 2.  | Tony Gallopin      | LTS    | + 36"       |
| 3.  | Sergio Henao       | SKY    | + 46"       |
|     |                    |        |             |
| 92. | Michał Gołaś       | SKY    | + 43' 28"   |

### Etap 7 - 11.03: Nicea > Col de la Couillole, 177 km
| #   | Zawodnik         | Zespół | Czas       |
| --- | ---------------- | ------ | ---------- |
| 1.  | Richie Porte     | BMC    | 5h 01' 35" |
| 2.  | Alberto Contador | TFS    | + 21"      |
| 3.  | Daniel Martin    | QST    | + 32"      |
|     |                  |        |            |
| 88. | Michał Gołaś     | SKY    | + 28' 24"  |

| #    | Zawodnik         | Zespół | Czas         |
| ---- | ---------------- | ------ | ------------ |
| 1.   | Sergio Henao     | SKY    | 27h 01' 15"  |
| 2.   | Daniel Martin    | QST    | + 30"        |
| 3.   | Alberto Contador | TFS    | + 31"        |
|      |                  |        |              |
| 104. | Michał Gołaś     | SKY    | + 1h 10' 34" |

### Etap 8 - 12.03: Nicea, 115,5  km
| #   | Zawodnik         | Zespół | Czas       |
| --- | ---------------- | ------ | ---------- |
| 1.  | David de la Cruz | QST    | 2h 48' 53" |
| 2.  | Alberto Contador | TFS    | + 0"       |
| 3.  | Marc Soler       | MOV    | + 5"       |
|     |                  |        |            |
| 59. | Michał Gołaś     | SKY    | + 3' 25"   |

| #   | Zawodnik         | Zespół | Czas         |
| --- | ---------------- | ------ | ------------ |
| 1.  | Sergio Henao     | SKY    | 29h 50' 29"  |
| 2.  | Alberto Contador | TFS    | + 2"         |
| 3.  | Daniel Martin    | QST    | + 30"        |
|     |                  |        |              |
| 78. | Michał Gołaś     | SKY    | + 1h 16' 26" |

## Liderzy klasyfikacji po etapach
| Etap                 | Zwycięzca            | Klasyfikacja generalna | Klasyfikacja punktowa | Klasyfikacja górska | Klasyfikacja młodzieżowa | Klasyfikacja drużynowa |
| -------------------- | -------------------- | ---------------------- | --------------------- | ------------------- | ------------------------ | ---------------------- |
| 1                    | Arnaud Démare        | Arnaud Démare          | Arnaud Démare         | Romain Hardy        | Julian Alaphilippe       | Quick-Step Floors      |
| 2                    | Sonny Colbrelli      | Arnaud Démare          | Arnaud Démare         | Romain Hardy        | Julian Alaphilippe       | Quick-Step Floors      |
| 3                    | Sam Bennett          | Arnaud Démare          | Arnaud Démare         | Romain Hardy        | Julian Alaphilippe       | Quick-Step Floors      |
| 4                    | Julian Alaphilippe   | Julian Alaphilippe     | Julian Alaphilippe    | Romain Hardy        | Julian Alaphilippe       | Quick-Step Floors      |
| 5                    | André Greipel        | Julian Alaphilippe     | Arnaud Démare         | Romain Hardy        | Julian Alaphilippe       | Quick-Step Floors      |
| 6                    | Simon Yates          | Julian Alaphilippe     | Arnaud Démare         | Axel Domont         | Julian Alaphilippe       | Quick-Step Floors      |
| 7                    | Richie Porte         | Sergio Henao           | Julian Alaphilippe    | Lilian Calmejane    | Julian Alaphilippe       | Quick-Step Floors      |
| 8                    | David de la Cruz     | Sergio Henao           | Julian Alaphilippe    | Lilian Calmejane    | Julian Alaphilippe       | Quick-Step Floors      |
| Klasyfikacja końcowa | Klasyfikacja końcowa | Sergio Henao           | Julian Alaphilippe    | Lilian Calmejane    | Julian Alaphilippe       | Quick-Step Floors      |

## Klasyfikacje końcowe

### Klasyfikacja generalna
| M-ce | Zawodnik           | Zespół               | Czas         |
| ---- | ------------------ | -------------------- | ------------ |
| 1.   | Sergio Henao       | Team Sky             | 29h 50' 29"  |
| 2.   | Alberto Contador   | Trek-Segafredo       | + 2"         |
| 3.   | Daniel Martin      | Quick-Step Floors    | + 30"        |
| 4.   | Gorka Izagirre     | Movistar Team        | + 1' 00"     |
| 5.   | Julian Alaphilippe | Quick-Step Floors    | + 1' 22"     |
| 6.   | Ilnur Zakarin      | Team Katusha-Alpecin | + 1' 34"     |
| 7.   | Jon Izagirre       | Bahrain-Merida       | + 1' 41"     |
| 8.   | Warren Barguil     | Team Sunweb          | + 4' 07"     |
| 9.   | Simon Yates        | Orica-Scott          | + 4' 39"     |
| 10.  | Tony Gallopin      | Lotto Soudal         | + 9' 14"     |
|      |                    |                      |              |
| 78.  | Michał Gołaś       | Team Sky             | + 1h 16' 26" |

| M-ce | Zawodnik           | Zespół            | Punkty |
| ---- | ------------------ | ----------------- | ------ |
| 1.   | Julian Alaphilippe | Quick-Step Floors | 42     |
| 2.   | Alberto Contador   | Trek-Segafredo    | 41     |
| 3.   | John Degenkolb     | Trek-Segafredo    | 30     |
| 4.   | Michael Matthews   | Team Sunweb       | 28     |
| 5.   | Richie Porte       | BMC Racing Team   | 25     |

| M-ce | Zawodnik          | Zespół                 | Punkty |
| ---- | ----------------- | ---------------------- | ------ |
| 1.   | Lilian Calmejane  | Direct Énergie         | 63     |
| 2.   | Axel Domont       | Ag2r-La Mondiale       | 42     |
| 3.   | Alberto Contador  | Trek-Segafredo         | 24     |
| 4.   | Sergio Henao      | Team Sky               | 21     |
| 5.   | Arnold Jeannesson | Fortuneo-Vital Concept | 20     |

| M-ce | Zawodnik           | Zespół                       | Czas        |
| ---- | ------------------ | ---------------------------- | ----------- |
| 1.   | Julian Alaphilippe | Quick-Step Floors            | 29h 51' 51" |
| 2.   | Simon Yates        | Orica-Scott                  | + 3' 17"    |
| 3.   | Sam Oomen          | Team Sunweb                  | + 18' 46"   |
| 4.   | Marc Soler         | Movistar Team                | + 35' 01"   |
| 5.   | Quentin Pacher     | Delko-Marseille Provence KTM | + 53' 58"   |

| M-ce | Zespół            | Czas        |
| ---- | ----------------- | ----------- |
| 1.   | Quick-Step Floors | 89h 43′ 48″ |
| 2.   | Team Sky          | + 19' 57"   |
| 3.   | Movistar Team     | + 35' 55"   |
| 4.   | Trek-Segafredo    | + 41' 59"   |
| 5.   | Team Sunweb       | + 49' 35"   |